# 월계수잎

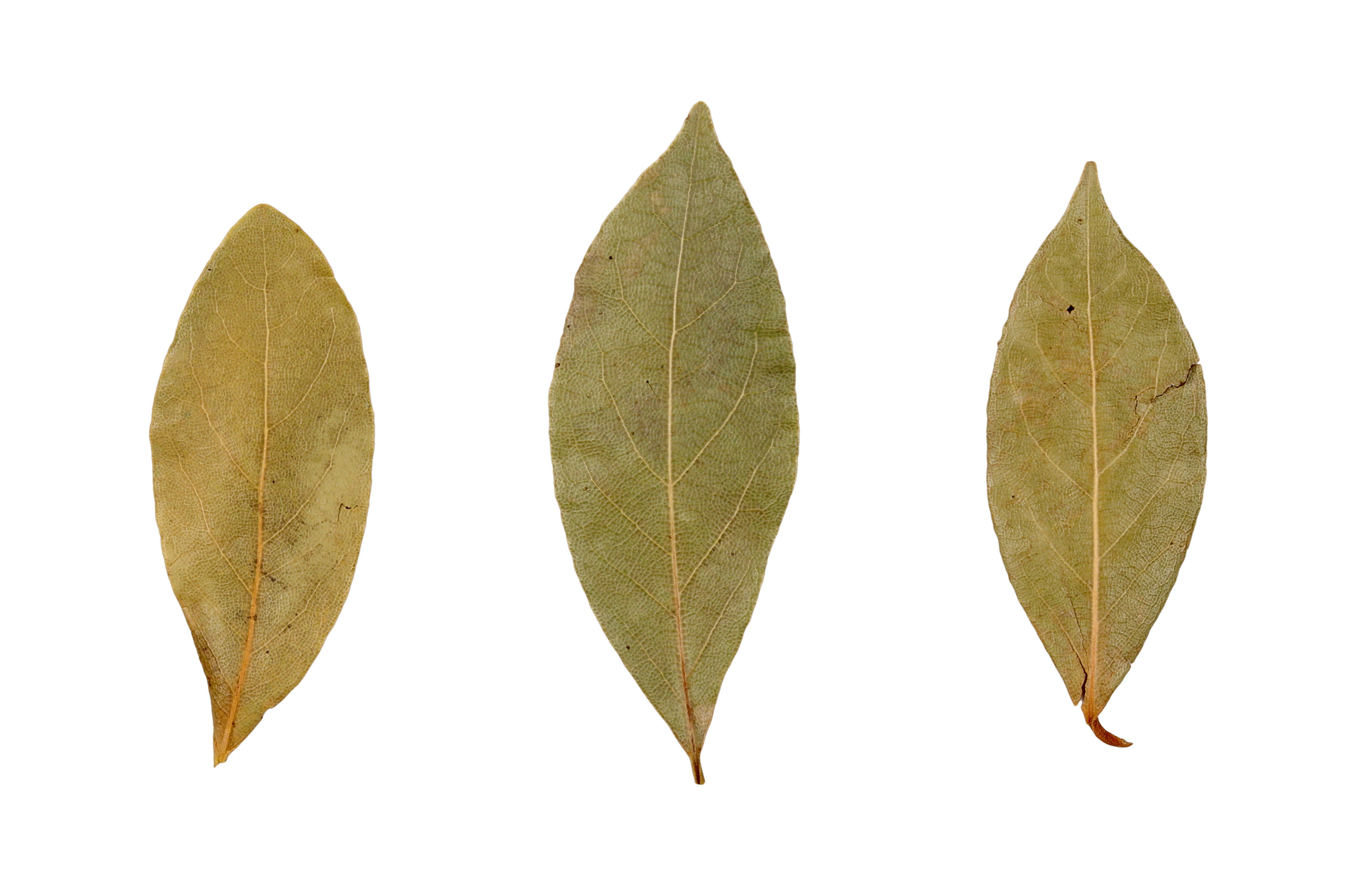
말린 월계수 잎

월계수 잎(영어: bay leaf 베이 리프[*])은 월계수의 잎이다. 생잎이나 마른 잎을 요리에 쓴다.

## 종류

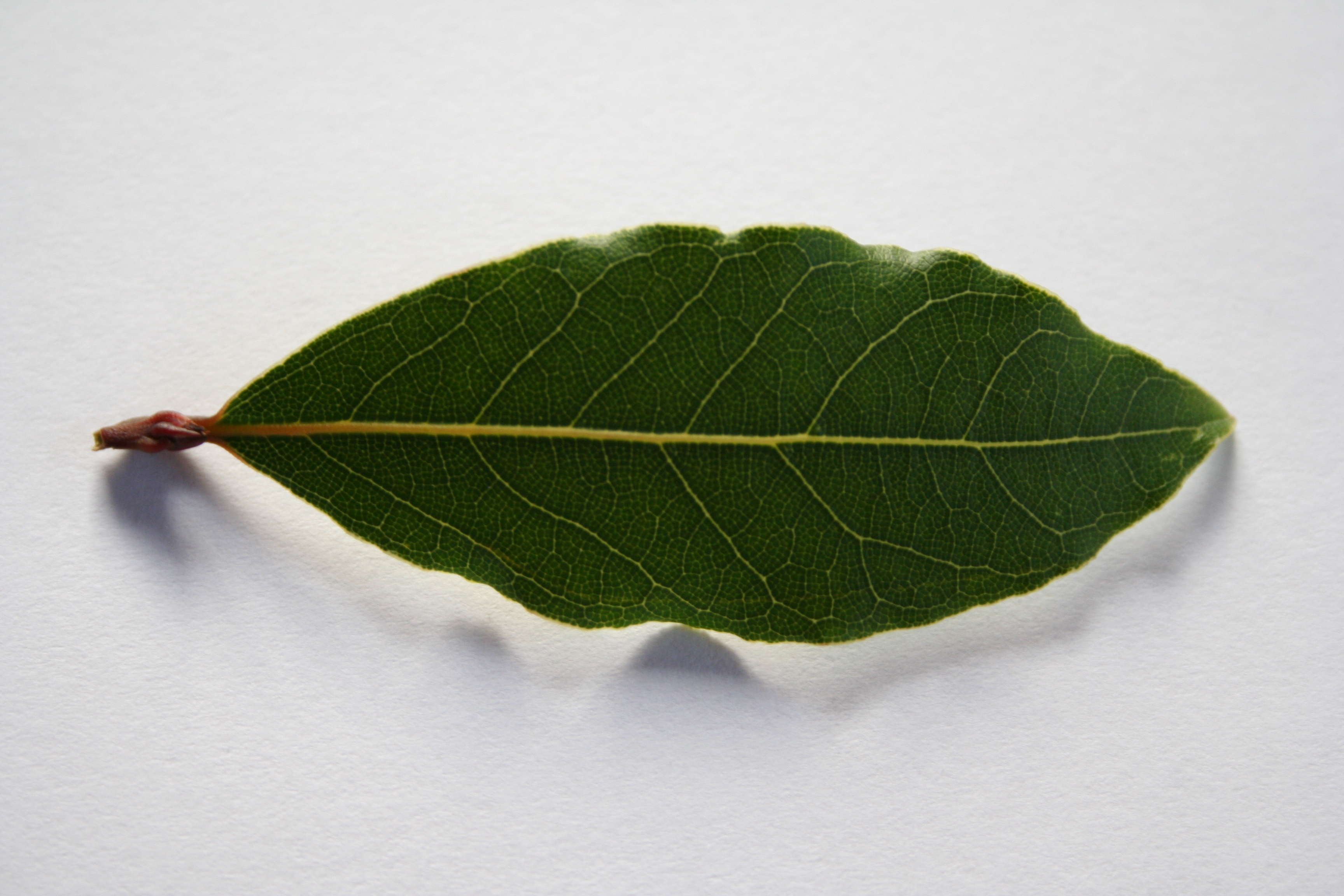
월계수 잎

여러 녹나무과, 도금양과 식물의 잎이 "월계수 잎"으로 불리며 요리에 쓰인다.
녹나무과 월계수속에 속한 월계수(Laurus nobilis)의 잎은 녹색을 띠며, 말린 잎의 경우에 강한 향과 쓴맛이 난다. 말리지 않은 생잎은 향이 강하지 않다.

### 아시아

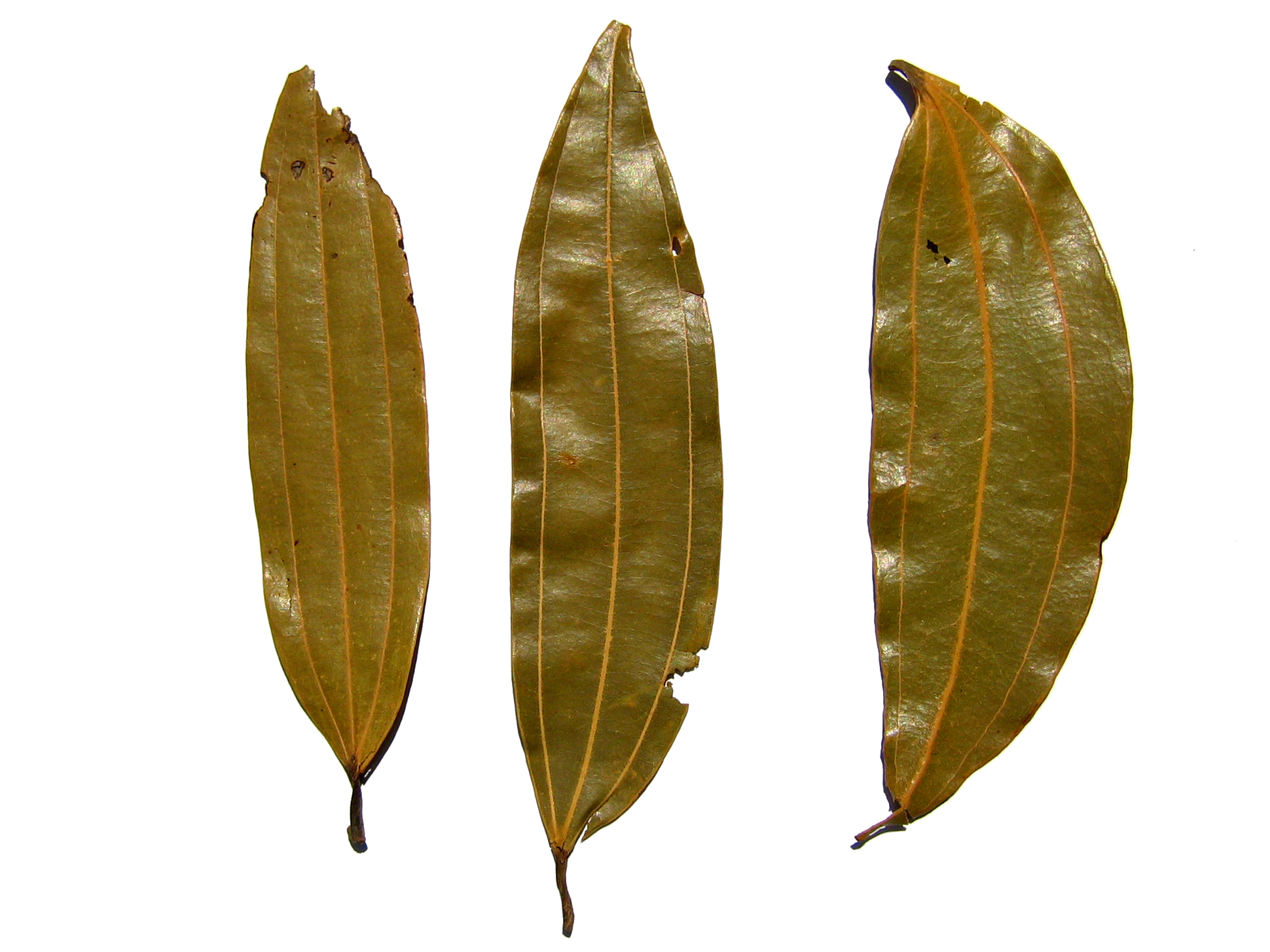
테지파타(타말라녹나무 잎)

#### 인도
인도에서는 월계수 잎이 테지파타(힌디어: तेजपत्ता)라 불리는데, 이는 "빛"을 뜻한 "테지(तेज)"와 "잎"을 뜻한 "파타(पत्ता)"를 합친 말이다.
월계수 잎보다는 "인도월계수"로도 불린 타말라녹나무(Cinnamomum tamala) 잎이 주로 쓰인다. 녹나무과 녹나무속에 속한 타말라녹나무의 잎은 월계수 잎보다 폭이 넓고 길이도 2배 정도 된다. 주맥이 하나인 월계수 잎과 달리 잎 하나에 주맥이 3개다. 올리브색을 띠며 계피와 비슷한 향이 있다.

#### 인도네시아
인도네시아에서는 "인도네시아월계수"로도 불리는 살람(Syzygium polyanthum)의 잎이 요리에 쓰인다.

### 아메리카

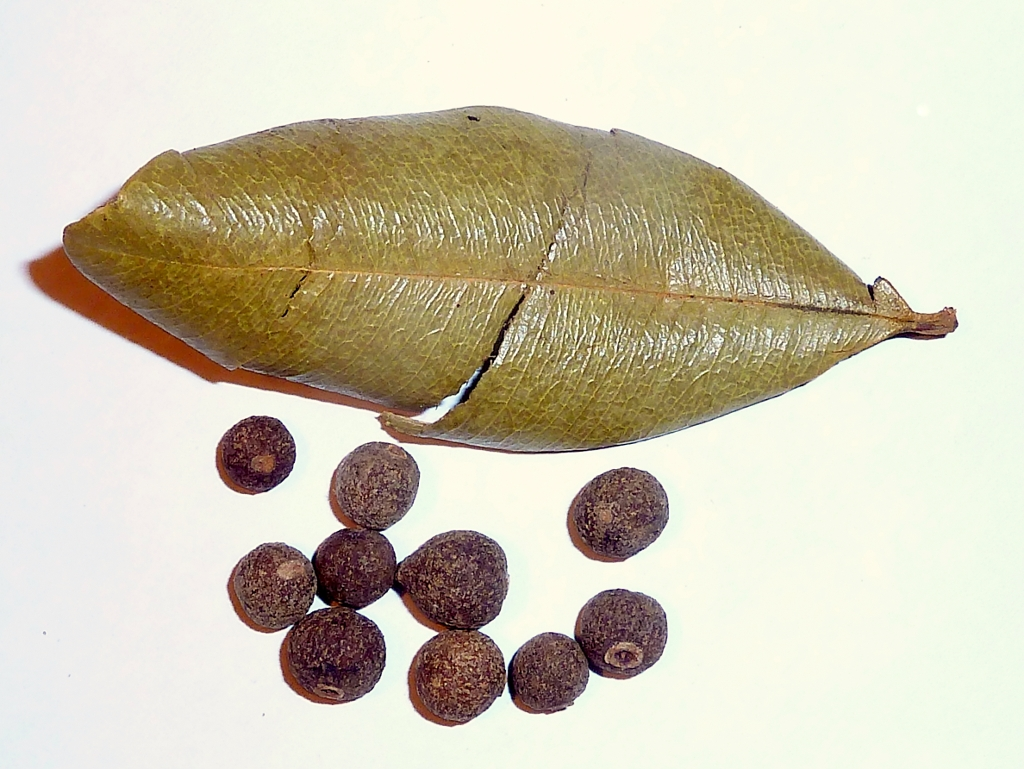
베이럼나무 잎

#### 멕시코
멕시코에서는 "멕시코월계수"라고도 불린 리트세아 글라우케스켄스(Litsea glaucescens)의 잎이 요리에 쓰인다. 리트세아 글라우케스켄스는 녹나무과 까마귀쪽나무속에 속한다.

#### 미국
미국에서는 "캘리포니아월계수"로도 불린 움벨룰라리아(Umbellularia californica)의 잎이 요리에 쓰인다. 움벨룰라리아는 녹나무과 움벨룰라리아속에 속하며, 움벨룰라리아 잎은 월계수 잎보다 향이 강한 것이 특징이다.

#### 카리브
카리브제도(서인도제도) 지역에서는 "서인도월계수"로도 불리는 베이럼나무(Pimenta racemosa)의 잎이 요리에 쓰인다. 서인도월계수는 도금양과 피멘타속에 속한다.

## 같이 보기
- 월계관